# Almatret
Almatret – gmina w Hiszpanii, w prowincji Lleida, w Katalonii, o powierzchni 56,5 km². W 2011 roku gmina liczyła 354 mieszkańców.